# Brachycaudus menthaecola
Brachycaudus menthaecola är en insektsart. Brachycaudus menthaecola ingår i släktet Brachycaudus och familjen långrörsbladlöss. Inga underarter finns listade i Catalogue of Life.